# Olio extra vergine di oliva delle Valli Aquilane
Olio extra vergine di oliva delle Valli Aquilane è un olio di oliva che fa parte dei Prodotti Agroalimentari Tradizionali Italiani, prodotto in Provincia dell'Aquila, nella Regione Abruzzo. Fa parte dei Prodotti agroalimentari tradizionali abruzzesi.